# Норті-Арагуая (мікрорегіон)

Норті-Арагуая на карті штату Мату-Гросу

Норті-Арагуая (порт. Microrregião do Norte Araguaia) — мікрорегіон в Бразилії. Входить в штат Мату-Гросу. Складова частина мезорегіону Північний схід штату Мату-Гросу. Населення становить 110 683 чоловік на 2006 рік. Займає площу 84 916,341 км². Густота населення — 1,3 чол./км².

## Склад мікрорегіону
До складу мікрорегіону входять наступні муніципалітети:
1. Алту-Боа-Віста
2. Бон-Жезус-ду-Арагуая
3. Канабрава-ду-Норті
4. Конфреза
5. Лусіара
6. Нову-Санту-Антоніу
7. Порту-Алегрі-ду-Норті
8. Рібейран-Каскальєйра
9. Санта-Крус-ду-Шингу
10. Санта-Терезінья
11. Серра-Нова-Дорада
12. Сан-Феліс-ду-Арагуая
13. Сан-Жозе-ду-Шингу
14. Віла-Рика

| Бразилія | Це незавершена стаття з географії Бразилії. Ви можете допомогти проєкту, виправивши або дописавши її. |